# Dolichomitus cangrejae
Dolichomitus cangrejae là một loài tò vò trong họ Ichneumonidae.